# Onaszandrosz
Onaszandrosz (1. század) görög író.
Neve alatt egy Sztratégikosz című, 42 fejezetből álló munka maradt ránk, amely a hadvezéri tudományról értekezik erkölcsbölcseleti szempontból, de emellett taktikai, harcászati kérdéseket is tárgyal. Szerzője, aki a Szuda-lexikon szerint „Philoszophosz Platónikosz" volt, a munkához később egy Peri sztratégématón című magyarázó függeléket készített. A mű Quintus Veraniusnak van ajánlva, aki 49-ben consul volt, s 58-ban Britanniában halt meg. A kötet kiváltképp Bizáncban volt népszerű.
- Onasandri Strategicus, Franklin, Budapest, 1935